# I fjol så gick jag med herrarna i hagen
I fjol så gick jag med herrarna i hagen eller bara Herrarna i hagen är en svensk folkvisa uppkallad efter inledningsorden i texten.
Visan är spridd i många varianter i hela Norden. Den äldsta publicerade versionen trycktes i Norge 1840, men sången är sannolikt betydligt äldre. Även i Tyskland och England finns likartade visor, men där är den klagande flickan i stället en besviken hustru.
Den första svenska inspelningen gjordes 1957 av Matts Arnberg som spelade in en version med Hilma Ingberg från Bromarv i Finland. Under 1970-talet blev den mycket populär, bland annat genom en inspelning av Hootenanny Singers 1970.